# Grzegorz Markowski
Grzegorz Bogusław Markowski (ur. 23 września 1953 w Józefowie) – polski piosenkarz, kompozytor i autor tekstów. Wokalista i frontman zespołu Perfect. Uznawany za jednego z najważniejszych i najpopularniejszych polskich muzyków rockowych. Wykonawca takich przebojów jak „Autobiografia”, „Nie płacz Ewka”, „Niewiele ci mogę dać”, „Ale wkoło jest wesoło”, „Niepokonani” czy „Chcemy być sobą”.

## Życiorys
Ukończył szkołę średnią. Po zaliczeniu matury podjął pracę w Zakładzie Materiałów Magnetycznych „Polfer”.
Karierę muzyczną zaczynał od śpiewania w amatorskiej grupie Watabah, następnie udzielał się jako wokalista w Studio Piosenki ZAKR. W latach 1974–1978 kontynuował karierę, występując w Teatrze na Targówku i jednocześnie pobierając lekcje śpiewu w Państwowej Wyższej Szkole Muzycznej na Okólniku. Posadę w Teatrze na Targówku zdobył z pomocą Piotra Figla. Jednym z pierwszych spektakli, w których występował była rock-opera Jesus Christ Superstar. W 1976 jako solista wziął udział w koncercie „Debiutów” podczas 14. Krajowego Festiwalu Piosenki Polskiej w Opolu oraz nagrał główny motyw muzyczny do serialu 07 zgłoś się. Od 1977 śpiewał w zespole Victoria Singers, z którym rok później, w 1978 wystąpił w ramach 16. KFPP w Opolu. W tym samym roku występował również jako solista na Międzynarodowym Festiwalu Piosenki w Castlebar i otrzymał nagrodę za interpretację utworu „Little Things”. Wziął także udział w Festiwalu Piosenki Radzieckiej w Zielonej Górze. Utwór „Little Things” ukazał się w postaci singla, którego jeden z egzemplarzy dotarł do Bogdana Olewicza i Zbigniewa Hołdysa, którzy następnie złożyli Markowskiemu propozycję współpracy.
W latach 1980–1983 występował jako główny wokalista zespołu Perfect, z którym nagrał trzy płyty: Perfect (1981), Unu (1982), Live (1982). W 1983 grupa została rozwiązana, a Markowski zaczął występować z formacjami Hazard i Samolot. W 1984 wziął udział w nagraniu utworu „Jestem nieporozumienie” na płytę różnych wykonawców pt. Żeglując w dobry czas. W tym czasie zatrudnił się w firmie budowlanej swojego brata i pracował jako malarz przy budowie początkowych stacji warszawskiego metra.

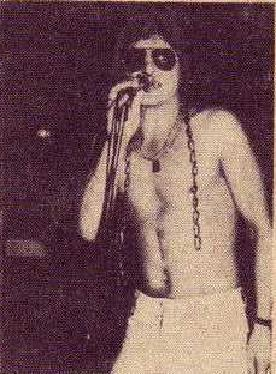
Grzegorz Markowski (1983)

W 1987 nakładem wytwórni Polskie Nagrania ukazał się jego solowy album pt. Kolorowy telewizor nagrany z muzykami formacji Samolot. W tym samym roku wraz z reaktywowanym Perfectem zagrał kilka koncertów (m.in. na Stadionie Dziesięciolecia w ramach „Perfect Day” oraz Gdańskiej Hali Olivia). Koncert z Hali Olivia został udokumentowany na trzypłytowym wydawnictwie Live 1' April 1987. W 1989 Perfect bez Markowskiego wyjechał do USA. Markowski kontynuował swoją solową karierę. Jako solista występował m.in. na KFPP w Opolu w 1990 i na koncercie Trzy Dekady Rocka w Sopocie w 1991.
W 1993 wziął udział w kolejnej reaktywacji grupy Perfect powracając do niej na stałe. Powodem reaktywacji zespołu okazał się konflikt byłego menadżera Perfectu – Serweryna Reszki ze Zbigniewem Hołdysem po tym, jak ten w 1992 wypuścił na rynek nieautoryzowane przez pozostałych członków zespołu wydawnictwa płyt CD przywłaszczając jednocześnie wszystkie dochody ze sprzedaży. Z tego powodu grupa reaktywowała się bez Hołdysa w składzie. W 1994 wydała płytę zatytułowaną Jestem, na której znalazł się przebój „Kołysanka dla nieznajomej”. W kolejnych latach Perfect systematycznie koncertował i wydawał nowe płyty.
W 1997 Markowski wziął udział w nagraniu singla „Moja i twoja nadzieja”, którego dochód został przeznaczony na rzecz powodzian. W nagraniu zaśpiewali również m.in. Czesław Niemen, Maryla Rodowicz i Edyta Bartosiewicz.
W latach 2000–2001 na antenie radia RMF FM prowadził Perfekcyjną kolekcję. W 2005 wziął udział w akcji charytatywnej na rzecz ofiar tsunami i nagrał utwór Pokonamy fale wraz z muzykami Budki Suflera, Marylą Rodowicz, Zbigniewem Wodeckim, Grzegorzem Skawińskim i innymi polskimi wykonawcami. W 2010 wraz z Ryszardem Sygitowiczem wydał płytę Markowski & Sygitowicz. Album ten uważa się za drugi solowy w dorobku Markowskiego.
W 2019 wydał wspólną płytę z córką Patrycją Markowską pt. Droga. W obszernym wywiadzie, którego udzielił dla portalu Onet.pl, wyznał że jest to ostatnia płyta w jego karierze. W tym samym roku ogłosił odejście z zespołu Perfect z powodu spadku sił witalnych związanych z wiekiem. Ostatnie koncerty z zespołem zagrał w 2020 przed wybuchem pandemii COVID-19. Rok później, w 2021 członkowie grupy (Jacek Krzaklewski, Dariusz Kozakiewicz i Piotr Urbanek) poinformowali za pośrednictwem oficjalnego profilu zespołu w portalu internetowym Facebook o definitywnym zakończeniu działalności Perfectu.
Po 2021 ograniczył się do niewielkiej ilości występów solowych i nagrywał pojedyncze utwory, do których był zapraszany w charakterze gościa przez innych wykonawców. Okazjonalnie występował z córką. W 2023 wziął udział gościnnie w jej trasie promującej album Wilczy pęd. 22 października 2023 wyjątkowo wystąpił z Perfectem w ramach jednego koncertu charytatywnego ku pamięci Jerzego Oliwy (zm. 3 października 2023), wieloletniego realizatora dźwięku współpracującego z Perfectem. W 2024 udzielił wywiadu, podczas którego wykluczył dalszą regularną działalność artystyczną ze względu na problemy z głosem związane z wiekiem. W 2025 wraz z supergrupą Orkiestra Dorosłych Dzieci i innymi artystami wziął udział w nagraniu nowej wersji utworu „Wiara” (z rep. zespołu IRA) dla Wielkiej Orkiestry Świątecznej Pomocy.

## Życie prywatne

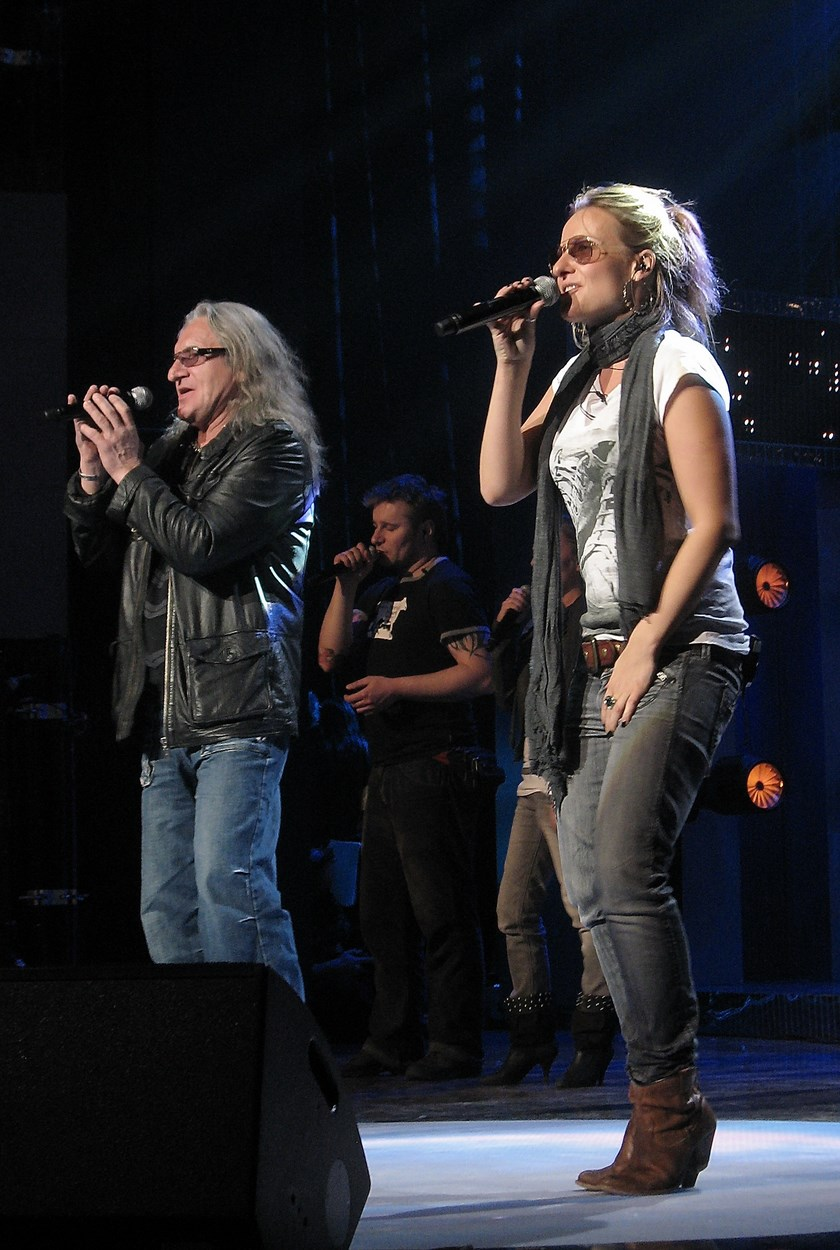
Grzegorz Markowski z córką Patrycją Markowską na scenie (2010)

Jest drugim z czterech synów prawniczki i inżyniera budownictwa. Jest starszym o pięć lat bratem Rafała Markowskiego, biskupa pomocniczego archidiecezji warszawskiej, ma starszego brata Krzysztofa i najmłodszego Andrzeja. W 1973 ożenił się z Krystyną, tancerką, z którą ma córkę Patrycję (ur. 1979). Z innego związku ma syna Piotra. Ma wnuka Filipa.

## Nagrody i odznaczenia
Postanowieniem prezydenta RP Bronisława Komorowskiego z 30 maja 2014 został odznaczony Krzyżem Kawalerskim Orderu Odrodzenia Polski za wybitne zasługi w pracy twórczej i działalności artystycznej, za osiągnięcia w promowaniu polskiej kultury. 11 września 2015 przyjął nagrodę w postaci srebrnego medalu „Zasłużony Kulturze Gloria Artis”. W 2016 został ambasadorem zorganizowanych w Krakowie Światowych Dni Młodzieży.

## Filmografia
Źródło.
- 1984 – Miłość z listy przebojów, jako wykonawca piosenki finałowej
- 1986 – Maskarada, wykonanie piosenek
- 2001 – Córa marnotrawna, jako guru
- 2005 – Solidarność, Solidarność, jako Grzegorz Markowski
- 2008 – Tylko miłość, jako Grzegorz Markowski (odcinek 50)
- 2018 – Pensjonat nad rozlewiskiem, jako Grzegorz Markowski (odcinek 3)

### Udźwiękowienie filmów
- 1976–1978 – temat muzyczny do produkcji 07 zgłoś się
- 1984 – Miłość z listy przebojów, utwory: Szalik bordo, Filozofia łu bu du albo poradnik damskiego boksera, Krzyk, Ja kocham rock
- 1988 – temat muzyczny do serialu W labiryncie
- 1998 – Ekstradycja 3, utwór: Twoje miasto
- 1998 – Spona, utwory: Chyba że mnie pocałujesz, Wymyśliłem ciebie, Jeszcze swój egzamin zdasz
- 2001 – Zostać miss, utwór: Miłość rośnie w nas
- 2004 – RH+, utwór: Gdy pojawiłaś się
- 2006 – Fałszerze – powrót Sfory, utwór: Zło

## Dyskografia

### Albumy solowe
| 1987                           | Kolorowy telewizor - Data: styczeń 1987 - Wydawca: Polskie Nagrania Muza                           | –  |
| 2010                           | Markowski & Sygitowicz (oraz Ryszard Sygitowicz) - Data: 26 marca 2010 - Wydawca: EMI Music Poland | 19 |
| 2019                           | Droga (oraz Patrycja Markowska) - Data: 25 stycznia 2019 - Wydawca: Agora S.A.                     | 7  |
| „–” pozycja nie była notowana. | |    |

### Single
| 1978                           | „Długo i szczęśliwie / Ogrzej Moje Serce”        | – |
| 1978                           | „Little Things / Życie Długo Trwa”               | – |
| 2018                           | „Na szczycie” (oraz Patrycja Markowska)          | – |
| 2019                           | „Lustro” (oraz Patrycja Markowska)               | – |
| 2019                           | „Aż po horyzont” (oraz Patrycja Markowska)       | – |
| 2019                           | „Echem zostawimy ślad” (oraz Patrycja Markowska) | – |
| „–” pozycja nie była notowana. |                                                  |   |

### Inne notowane utwory
| 1984                           | „Kilka z nich”                                   | 10 | – | –  |
| 1986                           | „Malowane dni”                                   | 26 | – | –  |
| 1998                           | „Wymyśliłem ciebie” (oraz Mika Urbaniak)         | 15 | – | 41 |
| 1998                           | „Niewiele ci mogę dać” (oraz Richard Clayderman) | 11 | – | –  |
| 2007                           | „Powiedz, czy jest raj”                          | 47 | – | –  |
| 2008                           | „Dwoje różnych” (oraz Dorota Miśkiewicz)         | 50 | – | –  |
| 2009                           | „Z tobą” (oraz Patrycja Markowska)               | –  | 2 | –  |
| 2010                           | „Każdej nocy” (oraz Ryszard Sygitowicz)          | 47 | – | –  |
| „–” pozycja nie była notowana. |                                                  |    |   |    |

### Gościnnie
- 1997 – Hey – „Moja i twoja nadzieja” (oraz Czesław Niemen i inni)[26]
- 2005 – Patrycja Markowska – „Nie zatrzyma nikt”[64]
- 2005 – Budka Suflera – „Pokonamy fale” (oraz Maryla Rodowicz, Zbigniew Wodecki i inni)[65]
- 2018 – Lady Pank – „Mniej niż zero” (oraz Kasia Kowalska, Tomasz Organek, Piotr Rogucki, Marcin Wyrostek)[66]
- 2018 – Lady Pank – „Moje Kilimandżaro”[67]
- 2021 – L.U.C. – „Więcej” (oraz Patrycja Markowska, Bisz, Rebel Babe)[35]
- 2022 – Patrycja Markowska – „Kieszenie”[36]
- 2025 – Orkiestra Dorosłych Dzieci – „Wiara” (oraz Patrycja Markowska, Lanberry, Tatiana Okupnik, Grzegorz Skawiński, Krzysztof Sokołowski i inni)[37][43]